# خط ساتن و مول والی
خط ساتن و مول والی (به انگلیسی: Sutton and Mole Valley Lines) یکی از خطوط راه‌آهن در کشور انگلستان است.
این خط از شهر پکام شروع شده و در شهر هورشم به پایان می‌رسد.